# Perry Christie
Perry Gladstone Christie (født 21. august 1944 i Nassau, Bahamas) er en bahamansk politiker, der var Bahamas premierminister fra 2000 til 2007 og igen fra 2012 til 2017. Han tilhørte partiet Progressive Liberal Party (PLP).

## Biografi
Christie var Bahamas premierminister i 2 perioder fra 2000 til 2007. I 2012 førte Christie igen PLP til valgsejr, og blev 8. maj 2012 igen indsat som premierminister. Ved valget den 10. maj 2017 tabte PLP stort, og Perry Christie blev afløst af Hubert Minnis fra partiet Free National Movement (FNM).